# Алвес Рибейро Силва, Эдерсон
Э́дерсон А́лвес Рибе́йро Си́лва  (порт. Éderson Alves Ribeiro Silva; 13 марта 1989, Пентекости, Бразилия), более известный как Э́дерсон — бразильский футболист, нападающий. В 2013 году с 21 голом он стал лучшим бомбардиром чемпионата Бразилии.

## Карьера
Будучи воспитанным в «Сеаре», в 2007 году он перешёл в молодёжную команду «Атлетико Паранаэнсе», но не смог закрепиться в составе и в 2008 году на правах аренды вернулся в «Сеару», которая выступала в Серии B. Там он получил серьёзную травм и выбыл на шесть месяцев.
В 2010 году он был отдан в аренду в клуб АБС, где стал победителем Серии C 2010 и Лиги Потигуар 2010 и 2011.
В первой половине 2013 года он участвовал в составе «Сеары» в Лиге Сеаренсе, где стал её победителем. Во второй половине года он вернулся в «Атлетико Паранаэнсе», где стал лучшим бомбардиром Серии A с 21-м голом и занял вместе с командой 3-е место, дающее право участвовать в квалификации Кубке Либертадорес.
29 января 2014 года он забил единственный мяч своей команды в первом матче первого этапа Кубка Либертадорес 2014 против «Спортинг Кристал», который «Атлетико Паранаэнсе» проиграл со счётом 1:2.

## Статистика в клубе
| Клуб                | Сезон           | Чемпионат | Чемпионат | Кубок1 | Кубок1 | Конт.2 | Конт.2 | Другие3 | Другие3 | Всего | Всего |
| Клуб                | Сезон           | Игр       | Голов     | Игр    | Голов  | Игр    | Голов  | Игр     | Голов   | Игр   | Голов |
| ------------------- | --------------- | --------- | --------- | ------ | ------ | ------ | ------ | ------- | ------- | ----- | ----- |
| Сеара               | 2012            | 1         | 0         | —      | —      | —      | —      | 8       | 0       | 9     | 0     |
| Сеара               | Всего           | 1         | 0         | —      | —      | —      | —      | 8       | 0       | 9     | 0     |
| АБС                 | 2010            | 11        | 1         | —      | —      | —      | —      | —       | —       | 11    | 1     |
| АБС                 | 2011            | 18        | 4         | 4      | 0      | —      | —      | —       | —       | 22    | 4     |
| АБС                 | 2012            | 26        | 12        | —      | —      | —      | —      | —       | —       | 26    | 12    |
| АБС                 | Всего           | 55        | 16        | 4      | 0      | —      | —      | —       | —       | 59    | 16    |
| Атлетико Паранаэнсе | 2013            | 34        | 21        | 10     | 4      | —      | —      | —       | —       | 44    | 25    |
| Атлетико Паранаэнсе | Всего           | 34        | 21        | 10     | 4      | —      | —      | —       | —       | 44    | 25    |
| Всего в карьере     | Всего в карьере | 90        | 37        | 14     | 4      | —      | —      | 8       | 0       | 112   | 41    |

1: ↑  Игры и голы в Кубке Бразилии

2: ↑  Игры и голы в Кубке Либертадорес

3: ↑  Игры и голы в чемпионатах штатов.

## Достижения

### Командные
«Атлетико Паранаэнсе»
- Лига Паранаэнсе (1 раз): 2009

 «АБС»
- Лига Потигуар (2 раза): 2010, 2011
- Чемпионат Бразилии (Серия C) (1 раз): 2010

 «Сеара»
- Лига Сеаренсе (1 раз): 2012

### Индивидуальные
- Включён в символическую сборную чемпионата Бразилии по версии Globo и КБФ: 2013
- Лучший бомбардир чемпионата Бразилии: 2013 (21 гол)